# Espasmo
Espasmo é a contracção muscular involuntária, súbita, anormal e geralmente acompanhado de uma dor localizada e enrijecimento prolongado do músculo (espasmo tônico) ou uma série de contrações muscular involuntárias alternando com relaxamento (espasmo clônico).

## Tipos
Pode afetar a musculatura esquelética, como os músculos das pernas e braços, músculos lisos ou a musculatura do trato digestivo, dos vasos sanguíneos ou da via urinária. Espasmos persistentes da musculatura estriada podem ser câimbras, enquanto espasmos da musculatura lisa podem ser cólica(os).
Nem todo espasmo é doloroso, a contração involuntária pulsante da musculatura do sistema reprodutivo (pênis, próstata, vagina, útero...) podem ser prazerosas se o órgão está receptivo aos estímulos. A ejaculação e orgasmo masculino são induzidos por espasmos clônicos da próstata e uma das formas de orgasmo feminino são espasmos clônicos uterinos. Quando a estimulação é excessiva os espasmos também serão excessivas e extremamente dolorosas, quando a estimulação for insuficiente pode não ser nem prazeroso nem doloroso.

## Causas

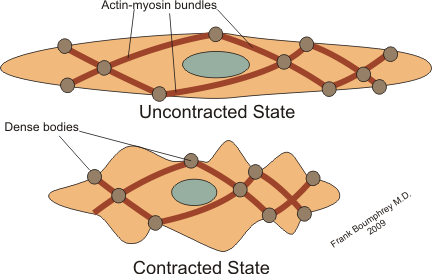
Contração do músculo liso, se a contração é excessiva ou prolongada pode ser dolorosa.

O espasmo muscular geralmente é causado por desequilíbrio hidroeletrolítico ou por sobrecarga muscular, após exercício muito pesado ou muito prolongado. Para o bom funcionamento das células musculares é necessário um equilíbrio hidroeletrolítico com o sistema circulatório dos níveis de água, glicose, sódio, potássio, cálcio, cloro e proteínas. O desequilíbrio pode ser causado por :
- Mal funcionamento da circulação sanguínea;
- Consumo excessivo das reservas de íons nos músculos por exercícios prolongados ou sobrecarga;
- Desidratação, especialmente após exercícios em ambientes quentes;
- Deficiência de nutrientes essenciais (glicose, sódio, potássio, cálcio, cloro, magnésio);
- Mal funcionamento dos nervos, por exemplo por lesão da medula espinhal ou nervo comprimido.
- Medicamentos que alterem os níveis de água, como diuréticos, ou os níveis de íons, como um antagonista dos canais de cálcio.

Diversas doenças causam espasmos musculares crônicos dolorosos, como tétano, esclerose, cólera e lesão medular. Em casos muito graves, o espasmo pode induzir as contrações musculares persistentes e fortes o suficiente para causar ruptura de tendões e ligamentos. Espasmos da musculatura bronco-pulmonar pode causar insuficiência respiratória e espasmos da musculatura cardíaca podem causar insuficiência cardíaca.

### Fatores de risco
O mal funcionamento dos músculos é mais provável quando associado a:
- Sedentarismo;
- Alcoolismo;
- Hipotireoidismo ou hipertireoidismo;
- Insuficiência renal;
- Doenças cardiocirculatórias;
- Menstruação;
- Gravidez;
- Diabetes;
- Tabagismo;
- Teniase - Parasita encontrado na carne mau cozida

## Prevenção
Para manter a musculatura bem irrigada, bem oxigenada e com nutrientes necessários para seu bom funcionamento, é importante:
- Hidratar-se com água mineral;
- Alongamento antes de exercícios;
- Aquecimento;
- Alimentação rica em frutas, legumes e grãos (boas fontes de potássio, magnésio e cálcio);
- Exercícios aeróbicos regulares.

## Tratamento
A câimbra muscular típica melhora com interrupção da atividade física, alongamento e massagem sobre a contratura. O calor relaxa o músculo quando começa o espasmo e permite manter o movimento, mas uma compressa de gelo e repouso é mais útil para regenerar o músculo. É importante repor água e sais minerais para nutrir o músculo. Cremes anti-inflamatórios não esteroides, como ibuprofeno e nimesulida, podem aliviar a dor e reduzem a inflamação. Em doenças crônicas que causam espasmos pode-se usar relaxantes musculares de ação central (antiespasmódicos).